# サイバーオーグ
『サイバーオーグ』（Cyber Org）は、1999年4月22日にスクウェアから発売されたプレイステーション用の3Dアクションゲーム。
スペースオペラ調の3Dアクションで、3人のキャラクターを操って、格闘アクションやマップ内を探検しながら、謎解きなどをして進めていく。舞台となるダンジョンには、行く手を阻む仕掛けが用意されており、3人のキャラクターの使いわけを行わずには、先に進めない場所もある。

## ストーリー
22世紀半ばごろから、地球は幾多の星の人々と交流を重ね、諸惑星による”ジェノ連邦”を結成し、未知なる領域を調査すべく、”連邦宇宙調査局”を設立する。そして2312年、連邦と同盟を結ぼうとしている惑星の大使を乗せた宇宙船が消息を絶つ事件が起こる。連邦の最新型宇宙調査艦ジェネシス号に乗っていた地球人T.J.を含む5つのクルーたちは、急ぎ調査に向かう。

## システム
【詳細】3Dダンジョン内を３タイプのキャラクターから選択してプレイするダンジョンアクションゲーム。５（+１）合計６エリアから構成されており、各エリアにはリレーポイント・セーブポイント・回復ポイントなどが設置されている。ボーナスエリア的な6エリアをプレイするには、1から5エリア全てのフロアに侵入クリアする必要がある。よって完全クリアには全ての部屋を通過する必要がある。
プレイヤー側の操作キャラクターは、銃火器の扱いに長けたT.J.、右腕のアタッチメントによる武器交換を特徴とする巨人ギガンテ、そして空中飛行移動とボム使用に長けた昆虫型異星人フォシスの3人である。エリアマップ上ならいつでもキャラクター交代することが可能。また、後方支援の担当者としてナビゲーターのピュウとメール送信を補助するマイクが登場する。
アクションゲームだが、ダンジョンコンプリートRPG的な要素が強い。プレイ中にアイテムボックスの中身や、倒した敵が落とすアイテムを手に入れる事により、回復アイテム他、装備を強化するアイテムなど、様々な特殊効果アップする物を手にする。経験値の要素、装備品、能力強化、スペシャルな攻撃を多数発動、など。トラップやキャラクター固有のマップが複雑である種プレイヤーへの挑戦色が強い。GPが減少するとクリア困難なDRPG的な要素がある。
まとめとして、スクウェア作品としては異質で、ストーリーを追うよりも、敵を倒しまくる爽快系の作品。「風来のシレン」に似てるとも感じる作品である。

## 開発
開発は(株)ファズボックス（スクウェア内部署チーム 1プロD）ともよばれる。　当時のスクウェアは、10ライン程のゲーム開発が同時進行し、部署チームで株式会社化、または関連会社であった体制より。同社内での名刺交換する程のモンスターゲーム会社でもある事項から。　FF 奇数と偶数チームや、他ゲーム、東京目黒とハワイ(映画チーム)などでも分社開発していた経緯の時代の佳作である。キャラクターデザインは板橋しゅうほう。ゲーム中の音楽をギタリストの佐藤禎弘が担当していた。